# Chuck Taylor All-Stars
Chuck Taylor All-Stars ili Converse All Stars (takodje poznat kao "Converse", "Chuck Taylors", "Chucks", "Cons" i "All Stars") je naziv patika proizvedenog od Converse, koji je u sklopu  Nike od 2003. godine. Kod nas su ove patike popularne pod imenom Starke.
Dizajn Chuck Taylor All-Stars ostaju nepromenjene od njegovog uvodjenja. Cipele su na pertlanje, a kape na prstima su obično od bele gume i djon obično napravljen od braon gume. I ako su Chuck Taylor napravljene od različitih materijala, kao sto su koža, originalna i najpoznatija verzija cipela je izradjena od pamučnog platna. Inovativni detalj originalne cipele bio je labava postava mekog platna. Bilo je predvidjeno da se pomera sa čarapom i sprečava stvaranje žuljeva.
Poboljšani model, Chuck Taylor II, je napravljen u julu 2015. godine. Uključivanjem Nike tehnologije, one zadržavaju spoljni izgled originala i koristi se moderni lagani materijal za uložak.

## Istorija
Converse kompaniju gumene obuće, stvorio je Marquis Mills Converse 1908. godine u Молден (Масачусетс). 1917. kompanija je dizajnirala preteču modernih Ol-Star pod nazivom "Neklizajuće". Cipela je sastavljena od gumenog djona i platna gore, i bile su dizajnirane kao atletske cipele za košarkaše.
1923. američki košarkaš Carls "Čak" Tejlor se pridružio košarkaškom timu sponzorisanom od strane Converse kompanije pod nazivom Converse All Stars. Tejlor je držao košarkaške klinike u srednjim školama širom zemlje i prodavao je All Star cipele. Kao prodavac i atleta za kompaniju, Tejlor je napravio poboljšanja u cipelama koje je voleo. Njegove ideje za cipele su dizajnirane da obezbede veću fleksibilnost i zakrpu za zaštitu skočnog zgloba.
Mnoštvo profesionalnih košarkaša ubrzo su počeli da nose All Stars. Ubrzo nakon toga, All Stars su nosili sportisti na Olimpijadi, a tokom Drugog svetskog rata američki vojnici su počeli da nose All Stars na treninzima.
1960. Converse je počeo da širi svoju kompaniju i otvorito je više fabrika. Converse Chuck Taylor All Stars su nosili devedeset posto profesionalni i koledž košarkaši. Kako su godine prolazile, cipele su stekle veću popularnost i postale favorit za brojne grupe i subkulture.
Tokom godina, Converse Chuck Taylor All Stars napravio je preokret od sportske do svakodnevne obuće. Prvobitno elitne košarkaške cipele Chuck Taylor All Star su evoluirale u cipele koje su bile izbor mnogih subkultura, posebno umetnika i muzičara.
Tree Rollins je bio poslednji igrač koji je nosio platnene Converse All Stars u NBA, tokom 1979-1980 sezone. Micheal Ray Richardson je kratko nosio kožne Converse All Stars sa New Jersey Nets nakon 1982. godine, učinilo ga je poslednjim koji je nosio cipele u NBA ligi.

### Nike
2003. godine, NIKE je kupio Converse brend za oko 305 miliona $. Nakon što je Converse više puta bankrotirao i pao u dug, na kraju je prodat Nike-u. Chuck Taylor All Stars, kao Converse, je preselio proizvodnju iz SAD-a u zemlje kao što su Kina, Indija, Vijetnam i Indonezija.

## Dizajn
1930-ih potpis Taylor je stavljen u dizajn, koji je postao cipela poznata kao "Chuck Taylor" All Star. Kada je prvi put kreiran, Converse je imao tri glavne oznake stila- cipele sa crnim platnom gore i crnim gumenim đonovima, sve bele cipele sa plavim i crvenim linijama. 1986. Converse je izašao sa "Oxford" verzijom All Star nisko-sečenih i ubrzo nakon toga počeo je da proizvodi cipele u više boja i dezena. Danas Converse čini Chuck Taylor All Star u različitim bojama, stilovima, printovima i tkaninama.
Logo na peti je isti kao logo na jeziku i glasi: ALL ★ STAR. 2013., neznatno je izmenjen. Sada sadrži i reč "Converse", pored ALL ★ STAR. Dok je logo na visoko sečenim cipelama ostao nepromenjen.
Početkom 2013. Converse je lansirao Chuck Taylor All Star '70, koje su uradjene slično kao All Stars koje su se koristile za košarku krajem 1960-tih i ranih 1970-ih. Ovaj Retro model je drugačiji od tadašnjeg Chuck Taylor All Stars zbog različitih promena koje su se desile na All Star patikama u toku tri decenije. Ovaj model '70 predstavlja deblje platno, viši gumeni đon, deblji jastučić, manju kapu, dodatni materijal koji je ušiven na bočnom zidu iza kape za ojačanje i gumeni đon iz jednog dela.

### Chuck II
28.05.2015, Coverse je pustio Chuck Taylor All Star II u prodaju. Ove patike se razlikuju od standardnih, modernih All Star na više nacina:
- deblje Tencel platno
- Chuck IIviša guma na gazištu i donjem delu obuće sličnom All Star '70 po veličini, ali koristi lakšu gumu
- nova deblja Lunarlon jastučića
- malo manju kapu
- dve elastične trake na bazi jezika, da bi se izbeglo klizanje u stranu
- zašivena zakrpa na vrhu oko zgloba
- gumeni djon iz dva dela umesto djona iz tri dela na modernim All Star
- zakrpa na peti sa 3D slovima umesto ravnih na modernim All Star

Par meseci nakon puštanja u prodaju Chuck II, neke specijalne serije su napravljene sa razlicitim teksturama platna, kao Chuck II Knit, Chuck II (Shield Canvas)i Chuck II Rio Open Knit, zbog proslave  Rio olimpijade.
Godinu dana kasnije, Chuck II se smatrao komercijalnim promašajem, jer su prodavnice beležile slabu prodaju.

## Sociokulturni uticaj
I ako je Chuck Taylor All Star totalno nestao sa profesionalne košarkaške scene do 1979., nastavio je svoj razvoj u pop kulturi i modi. Kao modna ikona, Chuck Taylors je imao više uloga u nekoliko subkultura, i kompanija je za uzvrat promovisala to kao svoj zaštitni znak. Converse je koristio Chuck Taylor All Star da bi naglasio kulturnu i subkulturnu važnost svog brenda. Chuck Taylor All Star je potvrdio svoje postojanje kroz 20. i 21. vek svojim učešćem u filmovima, umetnošću, muzici, kao i kroz sportsku subkulturu uključujući dizanje tegova.

### Muzika
Chuck Taylor All Star se održao sa svojim prisustvom na rock and role-u i punk rock sceni zahvaljujući popularnim muzičkim zvezdama kao što su:  Avril Lavigne, Elvis Presley, The Ramones, Grateful Dead, Kurt Cobain i Nirvana, Hootie and the Blowfish, Green Day, Bruno Mars, Ed Sheeran, Jason Mraz, Miley Cyrus, The Strokes i Rolling Stones. Chucks možemo videti u mnogobrojnim muzičkim spotovima počevši od 1980-ih grunge do hita Majli Sjrus "Wrecking Ball" 2013. 1993 Snoop Doggz Dogg u pesmi "Lodi Dodi" se osvrće na čuvene patike sa rimom "Navlačim moje bele čarape sa mojim plavim Čaks aludirajući na White Socks (bele čarape) kačket (bejzbol kluba) i njegove plave Chuck Taylor All Star. Zbog velikog broja muzičara koji su nosili Čaks, kao deo projekta veka Converse-a, kompanija je počela da izbacuje modele vezujući ih za razne muzičare.

### Film i TV
Postoji skoro 500 filmova i TV serija gde glavni glumci nose Čaks. David Tenant je nosio Chuck Taylor različitih boja kroz ceo serijal "Doctor Who" (britanska TV serije) dok je igrao glavnu ulogu desetog doktora. Takodje, u Američkoj seriji "Chuck", Zachary Levi je nosio Čaks kroz čitav serijal. Čaks se pojavljuju u mnogobrojnim velikim filmskim ostvarenjima: The Sandlot, Grease, The Right Stuff, Rocky, Over The Edge, Ferris Bueller's Day Off, Stand By Me (film), The Outsiders (film), Get A Clue, Bruce Almighty, Jurassic World, I, Robot, Sin City, worn by Elvis Presley in Follow That Dream, Bridge to Terabithia and Change Of Habit, i A Beautiful Mind.

### Umetnost
2015. Converse je izbacio Converse All Star Andy Warhol kolekciju u saradnji sa fondacijom Endija Varhola. U čast Varholovom doprinosu vizuelnoj umetnosti, Converse je dizajnirao All Star patike da obeleži Varholov uticaj na subkulturu.

### Dizanje tegova
I ako su im prva namena bile patike za košarku, dizači tegova su prihvatili Chuck Taylor kao idealne patike za njihov sport. Čaks imaju ravan gumeni djon koji omogućava pravilan stav i pokret kod čučnjeva, bendz presa i mrtvog dizanja. Pete Benette (71) je postigao svetski rekord u čučnju za svoje godište sa 230 kg u paru sa Chuck Taylor patikama. Platno na patikama omogućava dizačima tegova da pomere svoja stopala ka spoljašnosti prilikom čučnja i rašire kolena kako bi aktivirali svoj gluteus. Zbog niskog gornjeg dela platno ne pokriva skočni zglob i daje mu potpunu mobilnost.
| Nike, Inc.            | Nike, Inc. |
| --------------------- | --- |
| Direktori korporacije | - Jill Ker Conway - Tim Cook - Phil Knight - Travis Knight - Mark Parker - Orin C. Smith - John Thompson - Phyllis Wise |
| Podružnice            | - Converse - Hurley - Former: Cole Haan • Umbro • Bauer Hockey |
| Produkti              | - Air Jordan - Air Melo Line - Air Max - Nike Considered - Nike CTR360 Maestri - Nike Flywire - Nike Free - Nike Mercurial Vapor - Nike Shox - Nike+ - Nike Blazers - Nike SB - Swoosh - Air Force 1 - Nike Tiempo - Nike Total 90 - Nike Multi-Turf - Nike Air Yeezy - Nike Ordem |
| Ostalo                | - List of Nike sponsorships - Nike Academy - Nike Sport Research Lab - Nike Oregon Project - Nike ONE |

## External links
- Official web site
- Transworld Business Article Brophy Brings Surf Art to Converse
- Careers at Converse